# Johnny Depp
Johnny Depp, all'anagrafe John Christopher Depp II (Owensboro, 9 giugno 1963), è un attore, regista, produttore cinematografico e musicista statunitense.

Firma di Johnny Depp

La sua carriera è iniziata negli anni ottanta con piccoli ruoli in film come Nightmare - Dal profondo della notte, Platoon e, soprattutto, nella serie televisiva I quattro della scuola di polizia. Negli anni novanta si è imposto come una delle più grandi e talentuose star della sua epoca, grazie al suo sodalizio col regista Tim Burton, per il quale recita in numerosi cult come Edward mani di forbice, Ed Wood, Il mistero di Sleepy Hollow, e ad altre interpretazioni degne di nota, come in Cry Baby, Buon compleanno Mr. Grape, Dead Man, Donnie Brasco, Paura e delirio a Las Vegas e La nona porta.
A partire dagli anni 2000, ha alternato film di enorme successo come la saga Pirati dei Caraibi (dove ha interpretato il protagonista Jack Sparrow), altre collaborazioni con Burton (La fabbrica di cioccolato, Sweeney Todd - Il diabolico barbiere di Fleet Street, Alice in Wonderland, Dark Shadows) e i primi due capitoli della serie Animali fantastici e dove trovarli a ruoli più drammatici (La vera storia di Jack lo squartatore - From Hell, Neverland - Un sogno per la vita, Nemico pubblico - Public Enemies).
Nel corso della sua carriera ha vinto un Golden Globe, su dieci candidature totali, nella categoria miglior attore in un film commedia o musicale per Sweeney Todd e ha ottenuto tre candidature al premio Oscar come miglior attore protagonista per La maledizione della prima luna, Neverland e Sweeney Todd.
Depp è spesso stato tra gli attori più pagati di Hollywood; tra giugno 2009 e giugno 2010, secondo la rivista Forbes, è stato l'attore più pagato in assoluto con un guadagno di 75 milioni di dollari, occupando la prima posizione della lista anche nel 2012 con la stessa cifra. È inoltre considerato tra gli uomini più sexy del mondo.

## Biografia
John Christopher Depp II nasce il 9 giugno 1963 a Owensboro, un piccolo centro industriale del Kentucky, negli Stati Uniti d'America. È il minore di quattro fratelli, di cui un fratello, Danny More (detto DM), e due sorelle, Debbie e Christie Dembrowski (sua attuale manager). Il padre, John Christopher More, è un ingegnere comunale, e la madre, Betty Sue Palmer, lavora come cameriera. La famiglia di Depp ha discendenza principalmente irlandese, tedesca, francese. Depp ha dichiarato di avere anche origini native americane, in particolare la nonna materna, Minnie, sarebbe stata di origine Cherokee e anche suo padre vanterebbe lontane parentele con questo popolo, ma tale asserzione è stata messa in discussione, ed è stato quindi accusato di essere un Pretendian (una persona che dichiara falsamente di avere origini nativo-americane) e di appropriazione culturale nei confronti dei nativi. Dall'esame del suo albero genealogico, sono invece emerse origini africane dal suo lato paterno: la sua ottava bisnonna, Elizabeth Key, fu la prima donna afroamericana nelle colonie americane a fare causa per la sua liberazione dalla schiavitù e a vincere.
Da piccolo è spesso accanto al nonno, che gli trasmette la passione per il gospel e la musica, ma muore poco dopo il suo settimo compleanno. Lo stesso anno la famiglia si trasferisce nella città costiera di Miramar, in Florida, dove il padre trova impiego come direttore dei lavori pubblici. Sconvolto dalla morte del nonno e dai continui traslochi che gli impedisce di trovare degli amici, Depp diventa un ragazzo chiuso, scontroso e più propenso alla sperimentazione delle droghe che allo studio.
Nella chiesa di suo zio, un pastore presbiteriano, Depp scopre la musica, grazie ai gospel suonati dal cugino. A dodici anni inizia a suonare la chitarra. Autodidatta, fonda la sua prima rock band da garage chiamata The Flame, con la quale si esibisce in numerosi night club della Florida; la band cambia nome in The Kids. Quando i suoi genitori divorziano nel 1978, va a vivere con la madre e sul bicipite destro si fa tatuare la testa di un capo nativo americano per sottolineare il suo legame (anche di sangue) con il popolo Cherokee.

### Gli esordi nel cinema
Il gruppo The Kids acquista una certa notorietà in Florida, tanto che, negli anni ottanta, la band viene ingaggiata per fare da apertura e da spalla ai concerti delle star più famose come i Talking Heads, i B52s e Iggy Pop, che è il suo idolo musicale. Nel 1983, in cerca di un contratto discografico, la band lascia la Florida e va a Los Angeles; la realtà non si rivela però all'altezza delle aspettative, la band ha un considerevole successo regionale, ma non sfonda e Depp, sempre a corto di denaro, si arrangia come può trovando lavoro come muratore, benzinaio, meccanico, stampatore e venditore telefonico di penne e spazi pubblicitari (per il quale usò il nome di Edward Quartermaine, uno dei personaggi della soap opera General Hospital).
Il 24 dicembre 1983, all'età di vent'anni, si sposa con la truccatrice Lori Ann Allison, di sei anni più grande di lui, sorella di un membro dei Kids; il matrimonio dura due anni. Nel 1984 conosce l'amico di Lori, Nicolas Cage, nipote tra l'altro del regista Francis Ford Coppola; Cage vede in Depp un volto da attore e lo incoraggia per primo a tentare una carriera nella recitazione, intravedendo il suo potenziale successo; gli presenta infatti la sua agente che, convincendolo a fare un provino, lo avvia così sulla strada del cinema. Depp va al provino per l'horror Nightmare - Dal profondo della notte (Nightmare on Elm Street) di Wes Craven, gli viene data una parte da imparare in una notte e la mattina dopo viene ingaggiato.
Quello che all'inizio era un semplice lavoro per continuare a fare musica, diventa qualcosa di più consistente: Depp si iscrive al Loft Studio di Los Angeles per prendere lezioni di recitazione drammatica, mentre la band si scioglie. Nel 1985 è protagonista del film commedia Posizioni promettenti (Private Resort), una commedia scadente a detta della stessa star: «Ci sono circa novanta film come quello in giro e questo si è rivelato essere il peggiore di tutti». Una svolta arriva quando Oliver Stone lo sceglie nella parte di un soldato per Platoon (1986), film vincitore di quattro premi Oscar, esperienza nella giungla delle Filippine che consacra in lui la voglia di recitare.
Nel 1987, dopo l'abbandono di Jeff Yagher nella serie televisiva statunitense I quattro della scuola di polizia, viene scelto per il ruolo dell'agente Tom Hanson. Depp diventa il personaggio più popolare e amato della serie dai giovani, ma soprattutto dalle ragazze. Diventa un vero e proprio idolo e riceve diecimila lettere al giorno dalle sue fan.

### Anni novanta

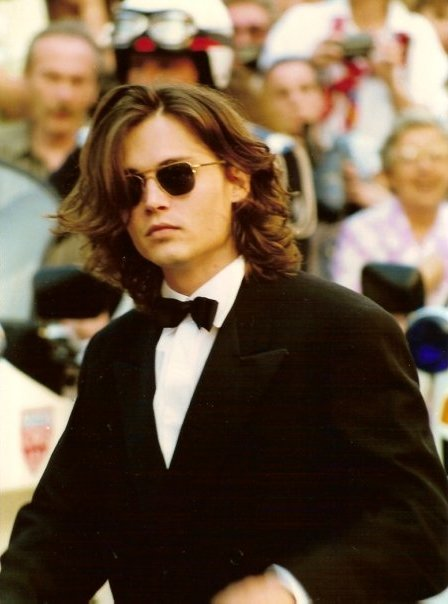
Johnny Depp al Festival di Cannes 1992

La notorietà, il successo, i soldi e la fama non soddisfano il suo animo impetuoso e inquieto, profondamente infelice e frustrato, che si sente intrappolato nel ruolo del «bel ragazzo da piccolo schermo». Dopo tre anni lascia la serie I quattro della scuola di polizia e il primo film che girò mentre ancora recitava nella serie fu Cry Baby di John Waters uscito nel 1990.
Il suo vero pigmalione artistico è il regista Tim Burton, che lo sceglie come protagonista di una pellicola tratta dal suo racconto per l'infanzia Morte malinconica del bambino ostrica e altre storie: Edward mani di forbice (Edward Scissorhands) (1990), una favola postmoderna. La storia di questo Pinocchio oscuro, cresciuto in completa solitudine dopo la morte del suo creatore e portato fra i "normali" da una venditrice Avon, ha molto successo, facendo diventare l'attore (che per studiare la parte di "Benny & June" si è ispirato a Charlot) una star di fama internazionale. Sul set del film, che attira il favore della critica, non solo nasce il lungo sodalizio con il regista Tim Burton, forte tanto da diventarne l'alter ego, ma si consolida sempre di più un'importante relazione con Winona Ryder (sua compagna per quattro anni, dal 1989 al 1993, erano insieme da sei mesi quando hanno cominciato a girare il film di Burton), per la quale si fa tatuare "Winona forever" sul braccio, che poi farà trasformare con un'operazione chirurgica in "Wino forever", cioè "ubriaco per sempre".

Durante i primi anni novanta, Johnny Depp, che è assieme a Jenco il proprietario del club The Viper Room, al numero 8852 del Sunset Boulevard, fa amicizia con River Phoenix. In questo periodo entra nel giro della cocaina, pur non sviluppandone una vera e propria dipendenza. Di fatto nel 2005 dichiara: 
È proprio la morte di Phoenix, avvenuta sul marciapiede per un'overdose all'uscita dal suo locale, a spingere Depp a cambiare diametralmente stile di vita.

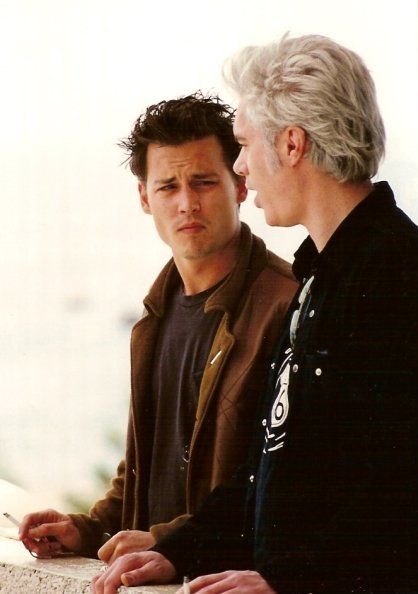
Johnny Depp insieme a Jim Jarmusch al Festival di Cannes 1995

Ha sull'avambraccio sinistro delle cicatrici autoinferte. A questo proposito, nel 1993, in una intervista su Talk, ha spiegato il motivo del suo autolesionismo: 
Già a partire dagli anni novanta si fa largo nella sua carriera quell'anticonformismo che lo differenzierà dagli altri attori made in Hollywood. Se gli interpreti della sua generazione accettano ruoli in pellicole commerciali, Depp sceglie quelli che più lo attirano.
Entrato nella rosa dei candidati al Golden Globe come miglior attore protagonista per la commedia Benny & Joon (dove interpreta uno strano mimo che in alcuni atteggiamenti recupera la tristezza chapliniana) di Jeremiah S. Chechik, recitò accanto a Faye Dunaway e Jerry Lewis ne Il valzer del pesce freccia (Arizona Dream) del 1993, pellicola fantastica di Emir Kusturica, interpretando i panni di Axel, che rifiuta il sogno americano propostogli dallo zio per una serie di stravaganti amici. Lo stesso anno recita in Buon compleanno Mr. Grape di Lasse Hallström, nei panni di un giovane oppresso da una famiglia insopportabile in una cittadina dell'Iowa. È poi protagonista in Ed Wood, che Tim Burton realizza nel 1994, dove incarna il regista di film spazzatura degli anni cinquanta.
Il suo carattere ribelle gli procura diverse disavventure, come l'arresto avvenuto nella notte fra il 12 e il 13 settembre del 1994. In seguito a una lite con la fidanzata, la super top model Kate Moss, Depp mette a soqquadro la suite, da 2200 dollari a notte, dell'albergo newyorkese che li ospitava. Curiosamente, a denunciare il baccano, è il suo vicino di stanza: Roger Daltrey, cantante degli Who, famosi all'epoca proprio per i loro atti di vandalismo negli alberghi.
Nello stesso anno è al fianco di Marlon Brando nei panni di un aspirante suicida e sedicente grande seduttore, pieno di fantasia in Don Juan De Marco - Maestro d'amore. Nel 1995 impersona il ghost cowboy di Dead Man. Poi recita in Minuti contati di John Badham a fianco di Christopher Walken. Oramai è una star: è amato dalle donne (è sempre in testa nelle classifiche dei divi più sexy) e dai registi di culto; è anche stato definito il migliore attore della sua generazione per il ruolo in Donnie Brasco che lo vede protagonista accanto ad Al Pacino. Il 1997 è anche l'anno del suo esordio alla regia, con il film Il coraggioso, tratto dal romanzo di Gregory Mcdonald, dove interpreta l'indiano Raphael al fianco dell'amico Marlon Brando.
Nel 1998 è il calvo giornalista sportivo dedito all'abuso di psichedelici in Paura e delirio a Las Vegas di Terry Gilliam, dove recita con Benicio del Toro.

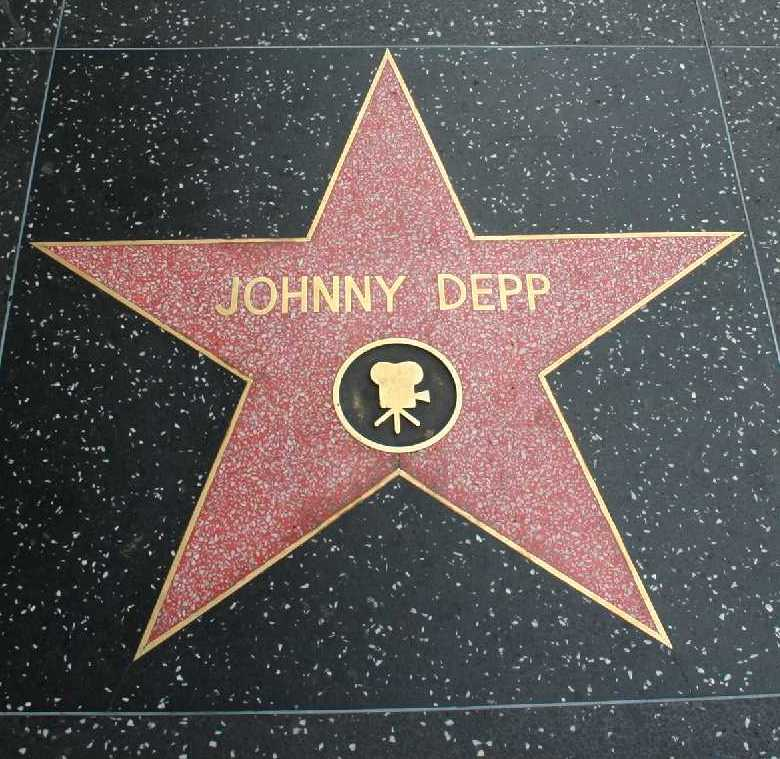
La stella sulla Hollywood Walk of Fame

Dopo la relazione passionale ma tormentata con la modella Kate Moss e le colleghe Sherilyn Fenn, Juliette Lewis e Jennifer Grey, sembra trovare una compagna fissa: Vanessa Paradis, attrice e cantante francese conosciuta a Parigi dove i due andranno a vivere insieme nel 1998. Il 27 maggio 1999 nasce la loro prima bambina, Lily-Rose Melody. Depp è talmente legato alla figlia da aver dichiarato di aver iniziato a vivere veramente solo dopo la sua nascita. Il 19 novembre 1999 ha ricevuto una stella nella Hollywood Walk of Fame; in questa occasione disse: Adesso tutti potranno calpestarmi, sottolineando sarcasticamente la sua visione del mondo di Hollywood.
Nel 1999 viene arrestato per la seconda volta dopo aver fatto a pugni con dei paparazzi all'uscita di un ristorante londinese dove si trovava con la fidanzata Vanessa, ma la sua reputazione professionale è impeccabile, tanto che la Francia decide di omaggiarlo con un César onorario. Sempre nel 1999 interpreta Jack Kerouac in The Source - Sulla strada, il ricercatore Dean Corso alle prese col paranormale in La nona porta di Roman Polański e l'inquietante e misterioso comandante Spencer Armacost in The Astronaut's Wife - La moglie dell'astronauta.
Nonostante la frenetica attività in campo cinematografico, mantiene la passione per la chitarra e suona con il gruppo inglese Oasis la canzone Fade In-Out. Il suo nome appare anche nei crediti dell'album Be Here Now.

### Anni duemila

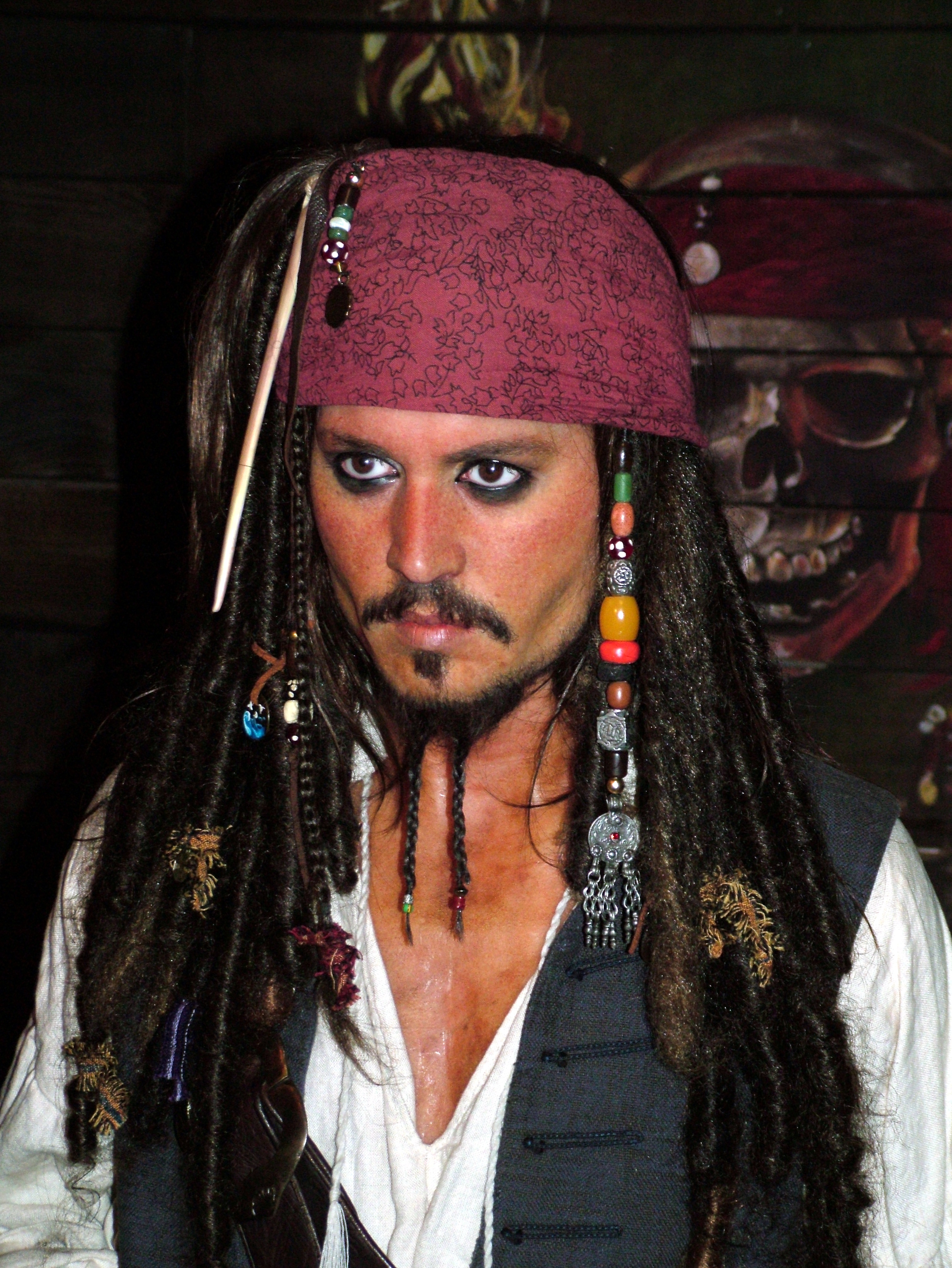
La statua presente al Madame Tussauds di Londra dedicata al personaggio di Jack Sparrow

All'inizio del 2000 è nelle sale anche con un thriller dal titolo Il mistero di Sleepy Hollow e dove interpreta Ichabod Crane; film al quale ha partecipato dopo aver rifiutato il ruolo di Neo in Matrix. Depp manifesta la sua controtendenza scegliendo il soprannome Mr. Stench, ovvero "Signor Puzzo": ha spiegato che questo soprannome ha un puro sfondo ironico: 
Verrà spesso considerato un vero e proprio sex symbol, nonostante abbia dichiarato di odiare di esserne definito tale. La sua fama cresce film dopo film: nel 2000 ha interpretato lo zingaro Cesar in The Man Who Cried - L'uomo che pianse di Sally Potter, il tenente Victor in Prima che sia notte di Julian Schnabel e ha recitato al fianco dell'attrice Juliette Binoche nella commedia romantica Chocolat. Recita inoltre in Blow con Penelope Cruz, proseguendo poi con La vera storia di Jack lo squartatore - From Hell. Roman Polański ha commentato il modo di lavorare di Depp e il suo talento: «Johnny ha l'allure di una volpe, occhi lupeschi, sorriso incantatore, carisma formidabile. Johnny non fa niente, o per lo meno sembra non far niente, ed è bravissimo proprio per questo, oltre ad essere eccezionalmente bello. Ha la capacità di dare ritmo al personaggio in maniera spontanea. Arriva sul set e recita la sua parte senza mai perdere la concentrazione tra una ripresa e l'altra».
Il 9 aprile 2002, dalla coppia Depp-Paradis, nasce il secondo figlio, Jack John Christopher Depp III.
Depp è inoltre proprietario (con Sean Penn, John Malkovich e Mick Hucknall) del ristorante chiamato "Man-Ray", collocato nel centro di Parigi, e possiede un castello pseudogotico alquanto singolare sul Sunset Boulevard di Beverly Hills acquistato nel 1995, dopo anni di nomadismo, per una cifra pari a due milioni e trecentomila dollari e appartenuto in precedenza all'attore che interpretava Dracula al cinema, Bela Lugosi.

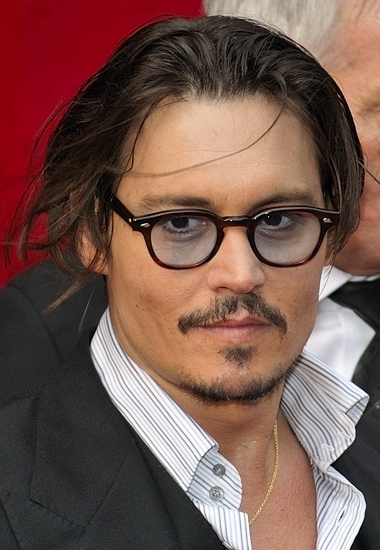
Johnny Depp a Parigi per la prima di Nemico pubblico - Public Enemies (2009)

La sua posizione come importante star è stata decisa definitivamente dal successo del film del 2003 La maledizione della prima luna della Walt Disney Pictures nel quale ha interpretato il capitano Jack Sparrow, "creato" quasi esclusivamente da lui. La sua "performance", inizialmente viene valutata negativamente dai boss della Disney, ma all'uscita pubblica del film proprio il suo personaggio riceve un'incredibile ammirazione e popolarità da parte del pubblico. Nel 2006 la co-star di Depp nel secondo episodio di Pirati dei Caraibi, Bill Nighy, descrive il ruolo di Depp come «uno dei ruoli più popolari degli ultimi tempi». Secondo quanto riporta Fandango, Johnny Depp è considerato una delle ragioni per la quale il pubblico vuole vedere il film. Il regista del film, Gore Verbinski, afferma che Sparrow assomiglia alla vera personalità dell'attore, sebbene lo stesso Depp dichiari di aver modellato il personaggio ispirandosi a Keith Richards, chitarrista dei Rolling Stones, e all'atteggiamento del personaggio dei Looney Tunes, Pepè la puzzola. Depp, che rimane sorpreso e commosso dalla positiva accoglienza del film da parte del grande pubblico, riceve la sua prima nomination all'Oscar.
Dopo aver interpretato il ruolo dell'agente della CIA Sands in C'era una volta in Messico, nel 2004 riceve un'altra nomination all'Oscar per il ruolo dell'autore scozzese di Peter Pan James Matthew Barrie nel film Neverland - Un sogno per la vita (Finding Neverland) accanto a Kate Winslet. Nel 2005 esce nelle sale con The Libertine e torna a lavorare con l'amico e regista Tim Burton in una doppia veste: in carne e ossa per il ruolo di Willy Wonka nel film La fabbrica di cioccolato (Charlie and the Chocolate Factory) e come doppiatore di un personaggio modellato sulle sue fattezze ne La sposa cadavere, due successi di pubblico e critica. Sempre nel 2004 prende parte al film Secret Window tratto da un racconto di Stephen King.
Nel 2006 torna a interpretare il ruolo di Jack Sparrow nel film Pirati dei Caraibi - La maledizione del forziere fantasma (Pirates of the Caribbean: Dead Man's Chest) che negli Stati Uniti incassa 135,5 milioni di dollari nei primi tre giorni di proiezione, diventando così il film col maggior incasso nella prima settimana di uscita. Il terzo episodio, Pirati dei Caraibi - Ai confini del mondo (Pirates of the Caribbean: At World's End), esce nelle sale americane il 25 maggio 2007. La star rivela il suo attaccamento al capitano Jack Sparrow dichiarando: «è definitivamente una grande parte di me», ed esprimendo il desiderio di interpretare nuovamente il ruolo. Depp ha inoltre dato voce al personaggio di Sparrow nel videogioco Pirati dei Caraibi: La leggenda di Jack Sparrow.
Riguardo alla sua esperienza nel ruolo di Sparrow, ha detto:
Nel 2007 è protagonista in Sweeney Todd - Il diabolico barbiere di Fleet Street, diretto da Tim Burton e affiancato per la terza volta dall'attrice e sua amica Helena Bonham Carter, dove interpreta un barbiere ingiustamente imprigionato nell'Inghilterra vittoriana e desideroso di vendetta; questo ruolo gli vale la terza nomination all'Oscar e la vittoria di un Golden Globe per il miglior attore in un film commedia o musicale.

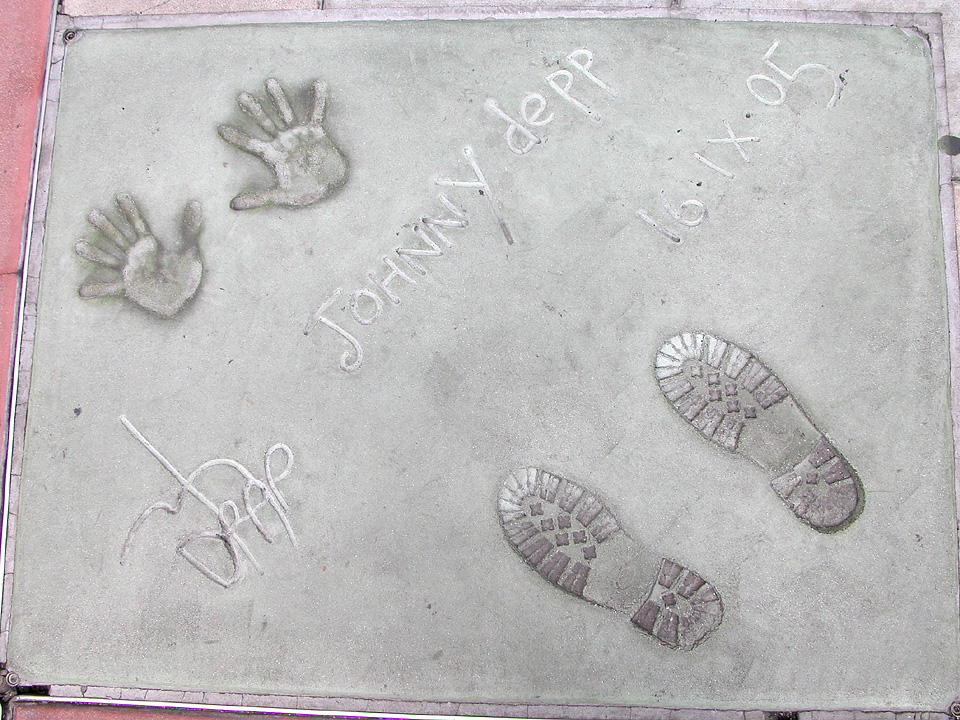
Le impronte di Johnny Depp sul piazzale del Grauman's Chinese Theatre, Los Angeles (California)

In seguito alla morte dell'attore Heath Ledger, Depp interpreta insieme a Jude Law e Colin Farrell il ruolo di Ledger nel film Parnassus - L'uomo che voleva ingannare il diavolo. Nel 2009 interpreta anche il ruolo del criminale americano John Dillinger nel film Nemico pubblico - Public Enemies e lavora nel film The Rum Diary - Cronache di una passione, tratto dal romanzo di Hunter S. Thompson e uscito nel 2011, nel quale interpreta la parte del giornalista alcolizzato Paul Kemp.
Nel 2008 gli vengono assegnati due MTV Movie Awards come miglior attore comico per il ruolo di Jack Sparrow in Pirati dei Caraibi - Ai confini del mondo e miglior cattivo per il ruolo del barbiere assassino nel musical horror Sweeney Todd - Il diabolico barbiere di Fleet Street.
Nel 2010 partecipa a Alice in Wonderland di Tim Burton: Depp, tramite il motion capture, interpreta il Cappellaio Matto. Per Depp e Burton si prospetta un nuovo progetto di cui ha discusso il produttore Richard Zanuck, che sarebbe una versione cinematografica della simil soap-opera leggermente orrorifica dal titolo Dark Shadows, andata in onda negli Stati Uniti dal 1966 al 1971. Depp veste i panni del vampiro Barnabas Collins, personaggio centrale della produzione originale.
Attraverso la sua società di produzione, la Infinitum Nihil, la star si è assicurato i diritti cinematografici del romanzo di Nick Tosches La mano di Dante, un complesso noir pubblicato in Italia da Mondadori di cui da tempo è un fan dichiarato.

### Anni duemiladieci

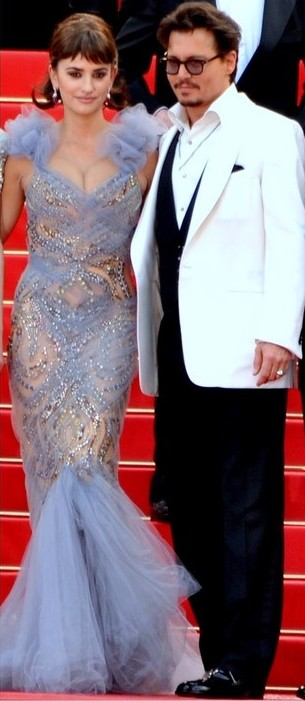
Johnny Depp e Penélope Cruz al Festival di Cannes 2011

Nel 2010 recita al fianco di Angelina Jolie nel film The Tourist, in uscita nelle sale il 10 dicembre. Nello stesso anno prende parte al sequel di Pirati dei Caraibi - Ai confini del mondo, intitolato Pirati dei Caraibi - Oltre i confini del mare, uscito nelle sale a maggio 2011; il film ha avuto un gran successo di pubblico, con un incasso internazionale di 1045713802 $, diventando il film più remunerativo della saga. Per tale successo, nell'ottobre dello stesso anno gli sceneggiatori confermano un quinto capitolo della saga, affermando di aver iniziato la stesura della sceneggiatura.
Nel 2011 presta la voce al camaleonte del film d'animazione Rango, diretto da Gore Verbinski e a cui partecipa anche Isla Fisher. Il film vince l'Oscar al miglior film d'animazione. Nel 2012 è protagonista di Dark Shadows di Tim Burton; uscito dopo due anni di gestazione, il film non ottiene esattamente il successo previsto al box office (245 milioni di dollari incassati a fronte di una spesa di 150 milioni), e viene accolto freddamente dalla critica statunitense e internazionale.
In un'intervista con Larry King andata in onda sulla CNN nell'ottobre 2011, poco prima dell'uscita del film The Rum Diary - Cronache di una passione, indica Marlon Brando come suo mentore.
Nel febbraio 2012 inizia le riprese del kolossal western targato Disney The Lone Ranger, diretto da Gore Verbinski, annunciato nel 2009 ma più volte rimandato a causa dell'elevato budget, in cui interpreta il ruolo dell'indiano Tonto. Il film esce nelle sale il 31 maggio 2013, si rivela un enorme insuccesso, rappresentando una perdita per le casse della Disney di circa $ 190 milioni di dollari e costa alla star la candidatura al Razzie Award al peggior attore protagonista.

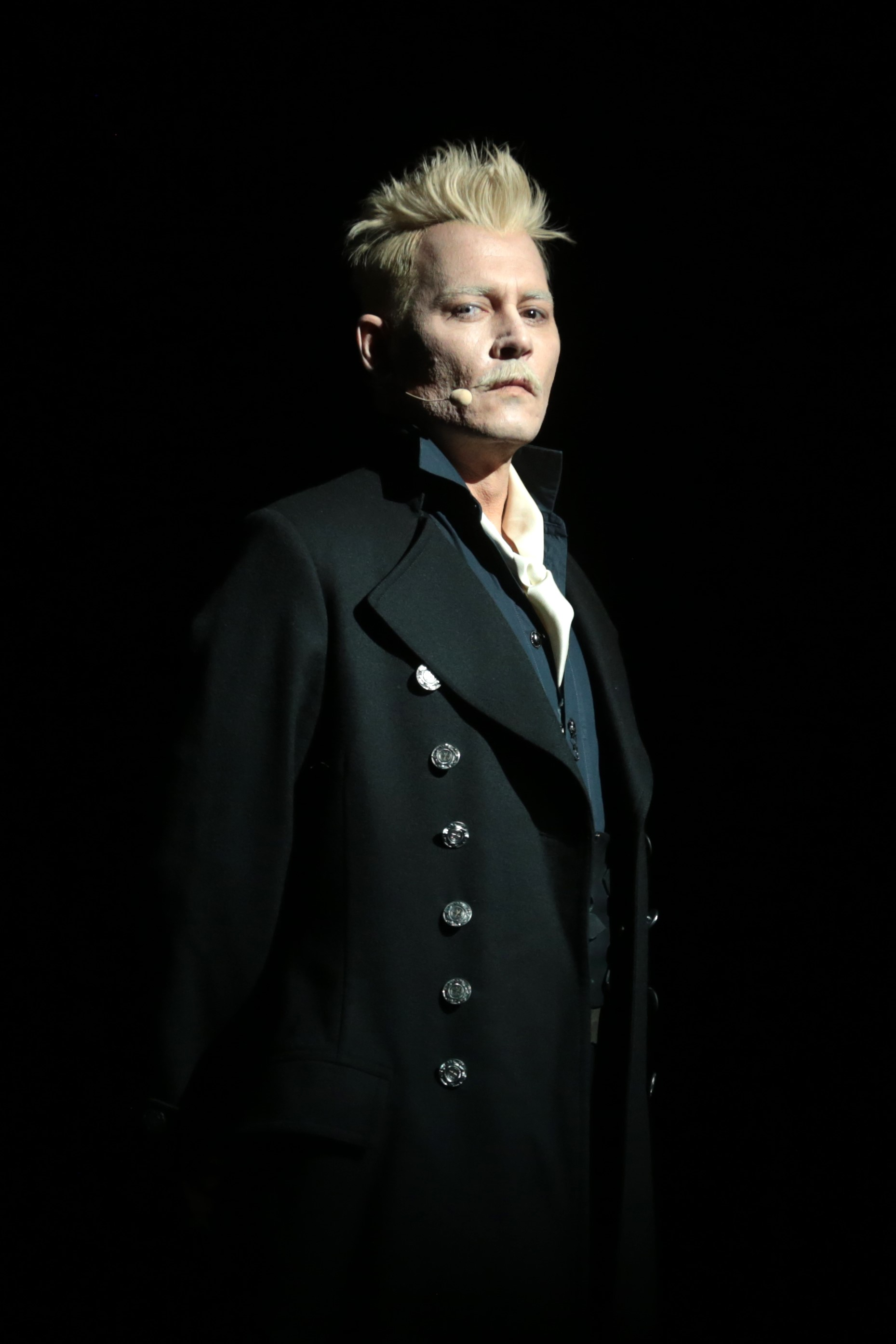
Johnny Depp nei panni di Gellert Grindelwald al San Diego Comic-Con International 2018

Nel 2014 partecipa allo sci-fi Transcendence, prodotto da Christopher Nolan e al musical della Disney Into the Woods, dove interpreta il lupo cattivo. Nel 2015 riveste il ruolo di protagonista nel film di David Koepp, Mortdecai, ispirato alla serie di romanzi di Kyril Bonfiglioli, che gli costa una seconda nomination al Razzie Award Sempre nel 2015 recita nel film Black Mass - L'ultimo gangster di Scott Cooper, dove interpreta il criminale James Bulger, presentato in anteprima alla Mostra d'arte cinematografica di Venezia.
Nel 2016 torna a interpretare il Cappellaio Matto nel sequel di Alice in Wonderland intitolato Alice attraverso lo specchio. Alla regia questa volta non c'è più Tim Burton, ma James Bobin.
Nel 2017 la sua carriera subisce un nuovo impulso grazie al successo del quinto capitolo della saga dei Pirati dei Caraibi, intitolato Pirati dei Caraibi - La vendetta di Salazar, uscito nelle sale il 26 maggio. Nello stesso anno partecipa al film Assassinio sull’Orient Express, nella parte del criminale Samuel Ratchett/John Cassetti, dove recita al fianco di Kenneth Branagh (anche regista del film), Penélope Cruz, Judi Dench, Michelle Pfeiffer e Willem Dafoe.
Nel 2018 torna a interpretare Gellert Grindelwald nel film Animali fantastici - I crimini di Grindelwald, sequel di Animali fantastici e dove trovarli
Nello stesso anno è protagonista insieme a Forest Whitaker nel film City of Lies - L'ora della verità diretto da Brad Furman in cui interpreta il detective Russell Poole che vuole a tutti i costi trovare la verità dietro l'omicidio di Tupac Shakur e Notorius B.I.G..
Nel 2019 è protagonista nel film Arrivederci professore, diretto da Wayne Roberts, in cui interpreta un professore malato terminale. Ad affiancare l'attore ci sono Zoey Deutch e Ron Livingstone.

### Anni duemilaventi
Nel 2020 interpreta il ruolo del colonnello Joll nel film Waiting for the Barbarians, affiancato da Mark Rylance nel ruolo del protagonista.
Nel 2021 è la volta de Il caso Minamata, per la regia di Andrew Levitas.
L'anno successivo torna sul set per il film Jeanne du Barry - La favorita del re, diretto da Maïwenn, dove interpreta Luigi XV; la pellicola viene presentata al Festival di Cannes 2023, dove l'attore viene accolto dal pubblico con grande calore, ricevendo una standing ovation di sette minuti al termine della proiezione. Il 15 agosto del 2022 annuncia che dirigerà e produrrà un film sull'artista italiano Amedeo Modigliani. Oltre a Depp il biopic verrà prodotto da Al Pacino e Barry Navidi.

## Produzione cinematografica
Nel 2004 ha fondato la Infinitum Nihil, casa di produzione cinematografica di sua proprietà gestita dalla sorella Christie Dembrowski.
Il primo film prodotto è stato The Rum Diary - Cronache di una passione, a seguire Hugo Cabret diretto da Martin Scorsese, il gotico Dark Shadows, al cui timone c'è l'amico Tim Burton e molte altre produzioni.

## Musicista

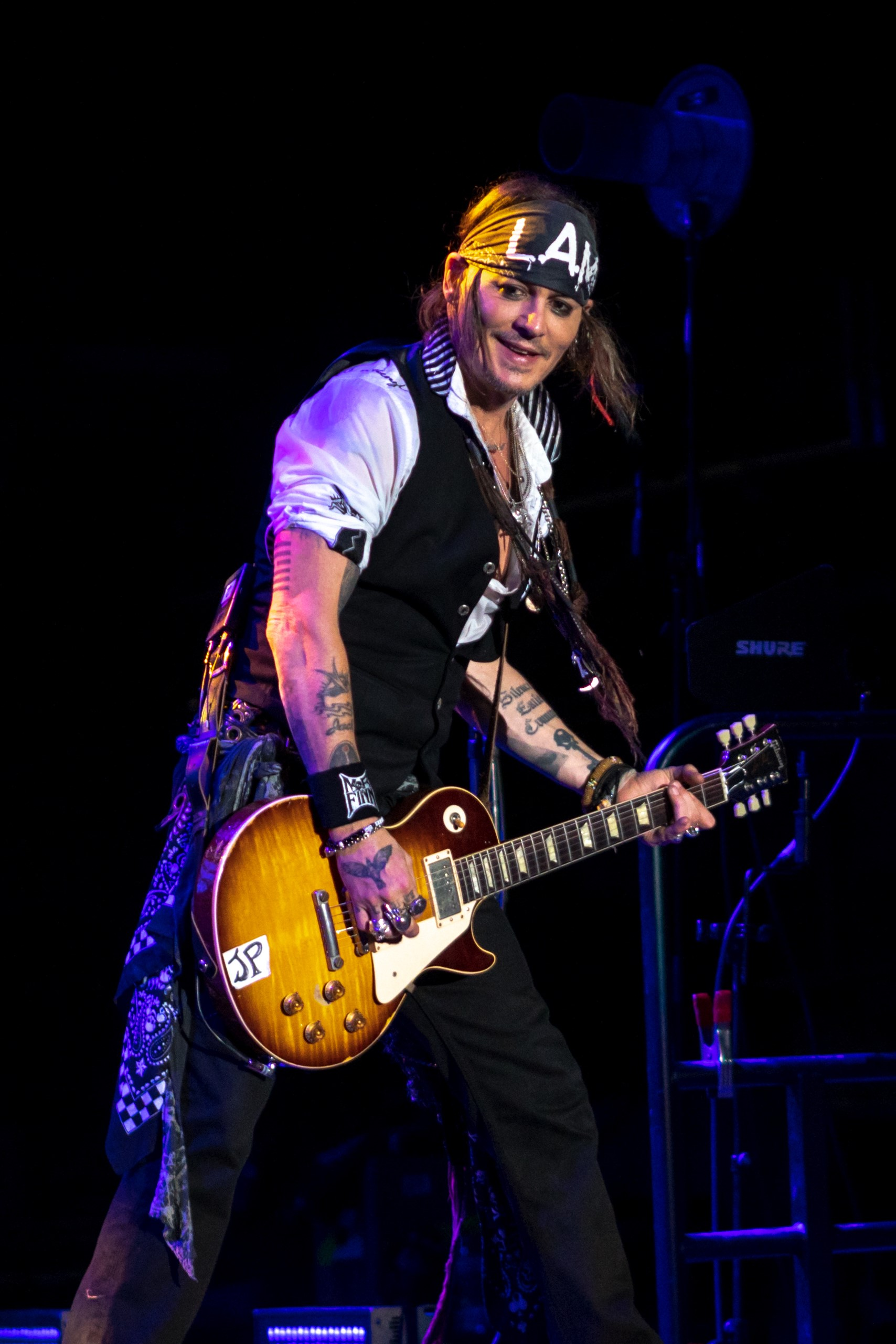
Johnny Depp sul palco con gli Hollywood Vampires nel 2018

Johnny Depp è anche musicista e ha partecipato alla composizione del brano Fade In-Out degli Oasis, suonando la chitarra con l'ausilio del bottleneck.
Nel 1991 è apparso nel video del brano Into the Great Wide Open di Tom Petty & The Heartbreakers, mentre nel 1992 in quello del brano It's a Shame About Ray dei Lemonheads. Nel 2006 è apparso nel video musicale della cover di Johnny Cash di God's Gonna Cut You Down. Nel 2003 ha suonato la chitarra acustica nella colonna sonora del film C'era una volta in Messico. Depp è un membro della band P, che vede la presenza anche di Gibby Haynes, frontman dei Butthole Surfers; di Flea, bassista dei Red Hot Chili Peppers; e Steve Jones, chitarrista dei Sex Pistols. Ha inoltre suonato la chitarra e la batteria in una cover di You're So Vain di Carly Simon contenuta nell'album Born Villain di Marilyn Manson uscito il 1º maggio 2012. È anche apparso nel video musicale di My Valentine, singolo estratto dall'album Kisses on the Bottom di Paul McCartney pubblicato nel febbraio 2012, insieme a Natalie Portman. È anche apparso brevemente, nelle sembianze del Cappellaio Matto, nel video musicale della canzone Alice, colonna sonora del film Alice in Wonderland, della cantante canadese Avril Lavigne e nel video musicale della canzone Just Like Fire, colonna sonora del film sequel Alice attraverso lo specchio, della cantante statunitense P!nk.
Nel febbraio 2015 forma un gruppo rock con Alice Cooper e Joe Perry. Il gruppo ha preso il nome di Hollywood Vampires, già utilizzato da Alice Cooper negli anni settanta per dare il nome a un gruppo di amici musicisti di cui fecero parte anche Keith Moon, Harry Nilsson, John Lennon e Ringo Starr. L'attore aveva già collaborato con Alice Cooper precedentemente.

## Vita privata

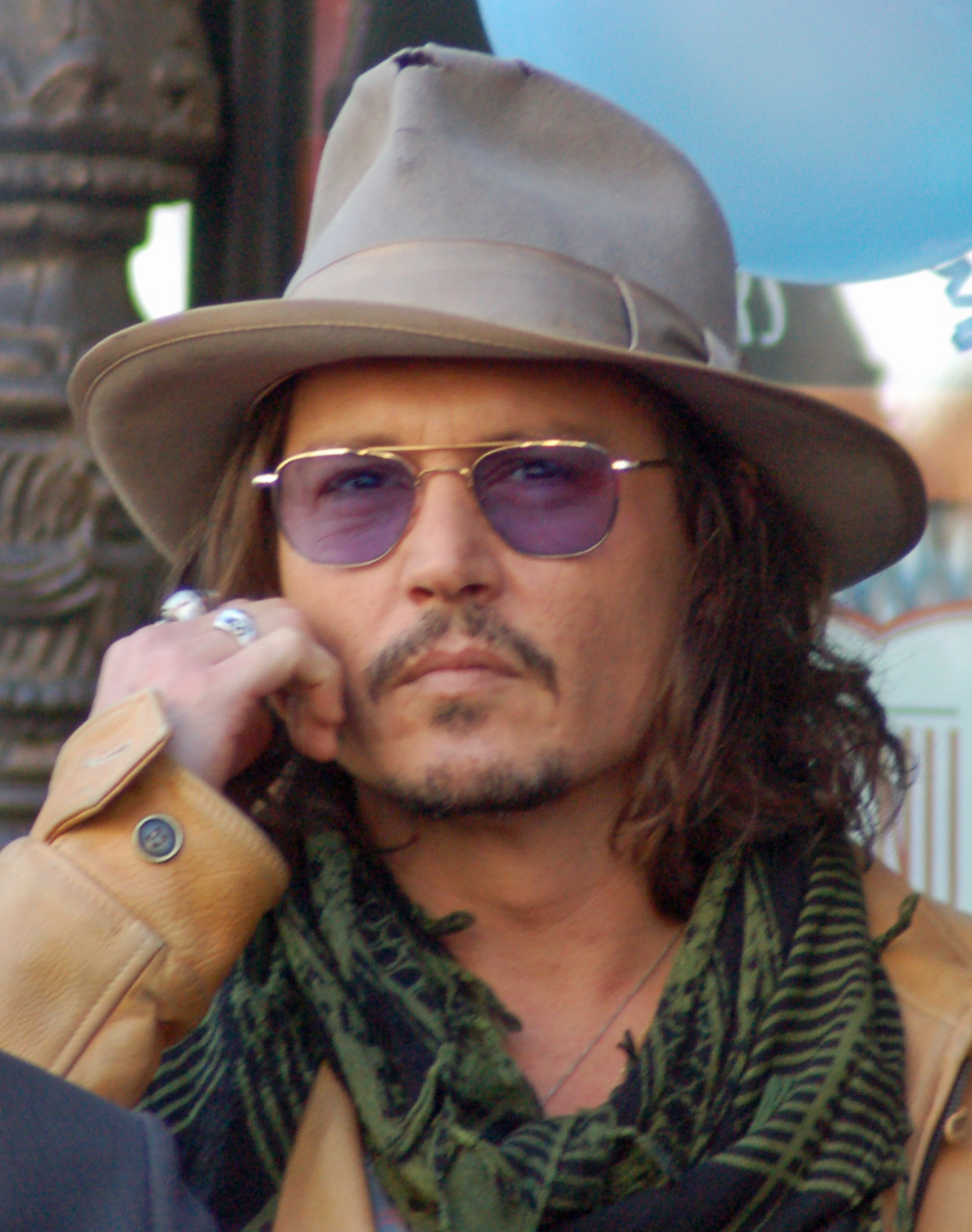
Johnny Depp alla cerimonia in cui l'attrice Penélope Cruz ottenne la stella della Hollywood Walk of Fame nel 2011

Depp è il padrino dei due figli del regista Tim Burton e dell'attrice Helena Bonham Carter, suoi cari amici.
Dal 1983 al 1986 è stato sposato con la make-up artist Lori Anne Allison.
È stato fidanzato con le attrici Sherilyn Fenn, Jennifer Grey, Winona Ryder (dal 1989 al 1993) e con la supermodella Kate Moss (dal 1994 al 1997).
Nel 1998 inizia una relazione con l'attrice e cantante francese Vanessa Paradis da cui ha avuto due figli: Lily-Rose Melody (nata il 27 maggio 1999) e John "Jack" Christopher Depp III (nato il 9 aprile 2002). Nel giugno 2012, dopo 14 anni di convivenza, i due si lasciano.
Nel marzo 2007, mentre è sul set di Sweeney Todd - Il diabolico barbiere di Fleet Street, sua figlia Lily Rose viene ricoverata al Great Ormond Street Hospital di Londra. Per ringraziare l'ospedale per aver curato sua figlia, l'attore vi si reca nel novembre 2007 nelle vesti del capitano Jack Sparrow e passa quattro ore a leggere fiabe ai bambini ricoverati. Nel gennaio 2008 viene diffusa la notizia di una donazione da parte dell'attore all'ospedale per un importo pari a un milione e mezzo di euro. I rappresentanti dell'ospedale e dell'ente benefico Charities Aid Foundation hanno immediatamente smentito tale donazione, riferendo inoltre di non aver ricevuto visite da parte dell'attore.
Ha avuto dal 2012 al 2016 una relazione con l'attrice Amber Heard, conosciuta sul set del film The Rum Diary. Il 3 febbraio 2015 i due si sposarono con una cerimonia civile nella casa dell'attore a West Hollywood, Los Angeles, mentre i festeggiamenti si svolsero nel fine settimana, sulla spiaggia di Little Hall's Pond Cay, l'isola delle Bahamas di proprietà dell'attore. Nel maggio 2016 tuttavia, dopo soli 15 mesi di matrimonio, Heard chiese il divorzio da Depp sostenendo di aver subito violenze fisiche. La vicenda risultò da subito controversa e la coppia concluse le pratiche del divorzio nel gennaio 2017.
Nel 2018 l'attore querelò per diffamazione l'editore News Corp UK & Ireland Limited e Dan Wotton, redattore del quotidiano The Sun, per aver pubblicato un articolo accusando J.K. Rowling di ipocrisia per aver affidato il ruolo di Grindelwald nel franchising di Animali Fantastici a Depp, definito un "picchiamogli" (How can J.K. Rowling be ‘genuinely happy’ casting wife-beater Johnny Depp in the new Fantastic Beasts film?). Nella sua memoria difensiva Depp accusò l'attrice Amber Heard di aver mentito in merito alle percosse subite e si dichiarò a sua volta vittima di violenza domestica. L'editore e Wotton annunciarono che si sarebbero difesi avvalendosi del principio di “difesa della verità”, impegnandosi a dimostrare la veridicità delle accuse di violenza avanzate da Heard, che fu testimone chiave del processo. Nel novembre 2020 il giudice Nicol dell'Alta Corte di giustizia rigettò la versione dei fatti di Depp e si pronunciò in favore della News Corp e di Wotton, dichiarando la veridicità di 12 dei 14 episodi di violenza domestica commessi dall'attore contro l'ex moglie e presentati dalla difesa. La sentenza fu confermata in secondo grado dai giudici Dingemans e Underhill della Corte d'Appello d'Inghilterra a cui Depp aveva fatto ricorso, questi conclusero che Depp aveva ammesso di aver aggredito la moglie ben prima che Heard presentasse istanza di divorzio. In seguito alla sentenza Depp venne licenziato da Warner Bros. e Mads Mikkelsen venne assunto per sostituirlo nei capitoli successivi della saga di Animali Fantastici.
Nel 2019 Johnny Depp querelò l'ex moglie per diffamazione, chiedendo un risarcimento di 50 milioni di dollari. Heard rispose a sua volta con una controquerela, sempre per diffamazione, accusando l'ex marito di averla diffamata tramite il proprio avvocato, Adam Waldman, che aveva definito le accuse di Heard “un imbroglio”. 
Il procedimento ha avuto inizio l'11 aprile per poi concludersi il 1º giugno con sentenza formulata dal tribunale di Fairfax, in Virginia, che si è espresso in misura diversa sia in favore di Depp che di Heard. La giuria ha condannato Heard a risarcire l'ex marito con un totale di 10,35 milioni di dollari (10 di risarcimento e 0,35 come danni punitivi) e ha contestualmente condannato Depp a risarcire l'ex moglie per 2 milioni di dollari per le dichiarazioni diffamatorie rilasciate tramite il proprio avvocato. In seguito al verdetto, sia Heard che Depp presentarono istanza di appello, successivamente ritirata nel dicembre 2022 a seguito del patteggiamento tra i due ex coniugi.

## Discografia

### Con gli Hollywood Vampires
Album
- 2015 – Hollywood Vampires
- 2019 – Rise

### Solista
Album
- 2022 – 18 (con Jeff Beck)

## Riconoscimenti
- Premio Oscar
  - 2004 – Candidatura al migliore attore per La maledizione della prima luna
  - 2005 – Candidatura al migliore attore per Neverland - Un sogno per la vita
  - 2008 – Candidatura al migliore attore per Sweeney Todd - Il diabolico barbiere di Fleet Street
- Golden Globe
  - 1991 – Candidatura al migliore attore in un film commedia o musicale per Edward mani di forbice
  - 1994 – Candidatura al migliore attore in un film commedia o musicale per Benny & Joon
  - 1995 – Candidatura al migliore attore in un film commedia o musicale per Ed Wood
  - 2004 – Candidatura al migliore attore in un film commedia o musicale per La maledizione della prima luna
  - 2005 – Candidatura al migliore attore in un film drammatico per Neverland – Un sogno per la vita
  - 2006 – Candidatura al migliore attore in un film commedia o musicale per La fabbrica di cioccolato
  - 2007 – Candidatura al migliore attore in un film commedia o musicale per Pirati dei Caraibi – La maledizione del forziere fantasma
  - 2008 – Migliore attore in un film commedia o musicale per Sweeney Todd – Il diabolico barbiere di Fleet Street
  - 2011 – Candidatura al migliore attore in un film commedia o musicale per Alice in Wonderland
  - 2011 – Candidatura al migliore attore in un film commedia o musicale per The Tourist
- Premi BAFTA
  - 2004 – Candidatura al miglior attore per La maledizione della prima luna
  - 2005 – Candidatura al migliore attore per Neverland – Un sogno per la vita
- Broadcast Film Critics Association Award
  - 2005 – Candidatura come miglior attore protagonista per Neverland – Un sogno per la vita
- Empire Awards
  - 2004 – Miglior attore per La maledizione della prima luna
  - 2005 – Candidatura al miglior attore per Neverland – Un sogno per la vita
  - 2006 – Miglior attore per La fabbrica di cioccolato
  - 2007 – Candidatura al miglior attore per Pirati dei Caraibi – La maledizione del forziere fantasma
  - 2009 – Candidatura al miglior attore per Sweeney Todd – Il diabolico barbiere di Fleet Street
- Festival di Cannes
  - 1997 – Candidatura per la Palma d'oro per Il coraggioso
  - 1997 – Candidatura per la Caméra d'or per Il coraggioso
- Hollywood Film Awards[120]
  - 2003 – Attore dell'anno
- Mostra Internazionale d'arte cinematografica
  - 2015 – Premio Fondazione Mimmo Rotella
- Festa del Cinema di Roma
  - 2024 – Premio alla Carriera
- MTV Movie Award
  - 2004 – Candidatura per la miglior performance comica per La maledizione della prima luna[71]
  - 2004 – Candidatura per la miglior performance di gruppo per La maledizione della prima luna – (ex aequo con Orlando Bloom)
  - 2004 – Migliore performance maschile per La maledizione della prima luna
  - 2007 – Miglior performance per Pirati dei Caraibi – La maledizione del forziere fantasma
  - 2008 – Miglior cattivo per Sweeney Todd – Il diabolico barbiere di Fleet Street
  - 2008 – Miglior performance comica per Pirati dei Caraibi – Ai confini del mondo
  - 2010 – Candidatura come Global Superstar
  - 2012 – Premio alla carriera
- People's Choice Award
  - 2017 – Miglior attore in un film fantasy per Pirati dei Caraibi – La vendetta di Salazar – (ex aequo con Brenton Thwaites)
- Premio César
  - 1999 – Premio César onorario
- Satellite Award
  - 2000 – Candidatura come miglior attore in un film commedia o musicale per Il mistero di Sleepy Hollow
  - 2004 – Candidatura come miglior attore in un film commedia o musicale per La maledizione della prima luna
  - 2004 – Candidatura come miglior attore non protagonista in un film commedia o musicale per C'era una volta in Messico
  - 2005 – Candidatura come miglior attore in un film drammatico per Neverland – Un sogno per la vita
  - 2009 – Candidatura come miglior attore in un film drammatico per Nemico pubblico – Public Enemies
  - 2015 – Miglior cast in un film per Into the Woods
  - 2016 – Candidatura come migliore attore in un film drammatico per Black Mass – L'ultimo gangster[121]
- Screen Actors Guild Award
  - 2001 – Candidatura per il miglior cast cinematografico per Chocolat
  - 2004 – Miglior attore cinematografico per La maledizione della prima luna
  - 2005 – Candidatura come miglior attore cinematografico per Neverland – Un sogno per la vita
  - 2005 – Candidatura per il miglior cast cinematografico per Neverland – Un sogno per la vita
  - 2016 – Candidatura come miglior attore cinematografico per Black Mass – L'ultimo gangster
- Hollywood Walk of Fame
  - 1999 – Cinema, 7020 Hollywood Boulevard
- Telegatto
  - 1997 – Premio speciale per il cinema straniero in TV

## Doppiatori italiani
Nelle versioni in italiano delle opere in cui ha recitato, Johnny Depp è stato doppiato da:
- Fabio Boccanera in Nightmare - Dal profondo della notte, The Man Who Cried - L'uomo che pianse, Chocolat, La vera storia di Jack lo squartatore - From Hell, La maledizione della prima luna, La fabbrica di cioccolato, The Libertine, Pirati dei Caraibi - La maledizione del forziere fantasma, Pirati dei Caraibi - Ai confini del mondo, Sweeney Todd - Il diabolico barbiere di Fleet Street, Parnassus - L'uomo che voleva ingannare il diavolo, Nemico pubblico - Public Enemies, Alice in Wonderland, The Tourist, Pirati dei Caraibi - Oltre i confini del mare, Jack e Jill, Dark Shadows, 21 Jump Street, The Lone Ranger, Transcendence, Mortdecai, Into the Woods, Black Mass - L'ultimo gangster, Alice attraverso lo specchio, Animali fantastici e dove trovarli, Pirati dei Caraibi - La vendetta di Salazar, Assassinio sull'Orient Express, Animali fantastici - I crimini di Grindelwald, City of Lies - L'ora della verità, London Fields, Arrivederci professore, Il caso Minamata, Jeanne du Barry - La favorita del re
- Riccardo Rossi in Buon compleanno Mr. Grape, Il valzer del pesce freccia, Don Juan De Marco - Maestro d'amore, Donnie Brasco, Los Angeles senza meta, La nona porta, The Astronaut's Wife - La moglie dell'astronauta, Il mistero di Sleepy Hollow, Blow, C'era una volta in Messico, Secret Window, Neverland - Un sogno per la vita, The Rum Diary - Cronache di una passione, Tusk, Yoga Hosers - Guerriere per sbaglio, Waiting for the Barbarians
- Vittorio De Angelis ne I quattro della scuola di polizia, Benny & Joon
- Oreste Baldini in Ed Wood, Minuti contati
- Mauro Gravina in Dead Man, Il coraggioso
- Marco Guadagno in Posizioni promettenti
- Luca Dal Fabbro in Platoon
- Alessio Cigliano in Cry Baby
- Fabrizio Manfredi in Edward mani di forbice
- Christian Iansante in Paura e delirio a Las Vegas
- Danilo De Girolamo in Prima che sia notte
- Sergio Lucchetti in Yoga Hosers - Guerriere per sbaglio (ridoppiaggio)

Da doppiatore è sostituito da:
- Fabio Boccanera ne La sposa cadavere, Pirati dei Caraibi: La leggenda di Jack Sparrow, I Griffin, Sherlock Gnomes
- Riccardo Rossi in King of the Hill
- Claudio Moneta in Deep Sea: Il mondo sommerso
- Nicolas Vaporidis in SpongeBob
- Nanni Baldini in Rango
- Morgan in When You're Strange
- Edoardo Lomazzi in Puffins